# Tjatse

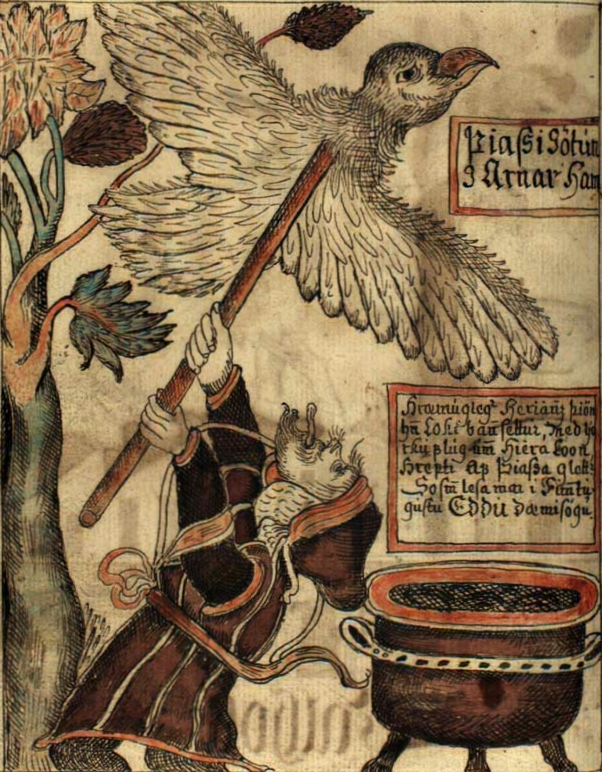
Loke slår till Tjatse i örnhamn med en påk.

Tjatse (även Tjasse) är en jätte i nordisk mytologi som var fader till gudinnan Skade. 
Vid ett tillfälle då Tjatse flög omkring i örnhamn, fick han se Oden, Loke och Höner festa på en oxe vid en lägereld. Tjatse satte sig i ett träd i närheten, och han lyckades att komma över de läckraste köttbitarna.
Detta gjorde Loke rasande, och han lyckades att slå till Tjatse med en påk. Tjatse fattade då tag i Loke med sina klor och flög iväg med honom. Han vägrade att släppa taget förrän Loke hade lovat att överlämna Idun och hennes ungdomsäpplen i hans våld. Loke lyckades att lura ut Idun från hennes hus, varpå Tjatse flög hem med henne och hennes äpplen.
Gudarna började att åldras snabbt utan dessa äpplen, och de lät till slut tvinga Loke (iklädd Frejas falkhamn) att hämta tillbaka Idun. När hon till slut hade återförts till Asgård blev hon förföljd av Tjatse, men Tor dräpte honom. Oden eller Tor kastade därefter upp jättens ögon på himlavalvet.
Detta är vanligen tolkat som att ögonen blev till stjärnor, men man har även antagit att det var så Sol och Måne skapades.